# Rosse struiksluiper
De rosse struiksluiper (Calamanthus campestris) is een zangvogel uit de familie Acanthizidae (Australische zangers).

## Verspreiding en leefgebied
Deze soort is endemisch in Australië en telt zeven ondersoorten:
- C. c. winiam: zuidoostelijk Zuid-Australië en westelijk Victoria.
- C. c. campestris: van zuidoostelijk West-Australië tot zuidwestelijk New South Wales.
- C. c. rubiginosis: westelijk West-Australië.
- C. c. dorrie: Dorre Island (nabij westelijk Australië).
- C. c. hartogi: Dirk Hartogeiland (nabij westelijk Australië).
- C. c. wayensis: centraal West-Australië.
- C. c. isabellinus: zuidoostelijk Noordelijk Territorium tot noordwestelijk New South Wales.

## Status
De grootte van de populatie is niet gekwantificeerd maar de soort wordt omschreven als onvoorspelbaar, maar plaatselijk soms vrij algemeen. Op de Rode lijst van de IUCN heeft deze soort de status niet bedreigd.